# Przygody Münchhausena
Przygody Münchhausena (cz. Baron Prášil) – czechosłowacki film przygodowy z 1962 roku w reżyserii Karela Zemana, zrealizowany na podstawie opowieści Przygód barona Münchhausena w wersji Gottfrieda Augusta Bürgera. Film łączy akcję na żywo z różnymi formami animacji i jest mocno wystylizowany, głównie na ryciny Gustave’a Doré’a.
Cyfrowa renowacja filmu miała premierę 5 września 2016 roku na Telluride Film Festival w Stanach Zjednoczonych.
Polska premiera odbyła się w ramach podwójnego seansu z krótkometrażowym filmem kukiełkowym W 10 minut dookoła świata produkcji Se-Ma-For.

## Wątek
Film zaczyna się od kroków prowadzących do stawu. Kamera nieustannie przesuwa się w górę, aby pokazać lot motyli, ptaków i postęp historycznych samolotów kończących się rakietowym statkiem podróżującym w kosmosie i lądującym na Księżycu.
Lunonauta opuszcza swój statek kosmiczny i obserwuje inne kroki na Księżycu, prowadząc go do starego fonografu, a następnie rozbitej rakiety z tablicą odczytującą Ziemię na Księżyc Juliusza Verne’a. Zaskoczony podróżnik kosmiczny, zabrany do stołu, spotyka bohaterów z książki Verne’a, Cyrano de Bergeraca i barona Münchhausena. Zapraszając go do swojego stolika, bohaterowie wierząc, że to Selenita i uprzejmie traktują go jak małe dziecko.
Baron postanawia zabrać go na Ziemię w fantazyjnym sterowcu utrzymywanym przez stado skrzydlatych koni. Baron ubiera lunonautę o imieniu Toník w oryginalny czeski, XVIII-wieczny stróju, gdzie ląduje w XVIII-wiecznej Turcji w Konstantynopolu. Mówiąc niezrozumiałym głosem, który nazywa „językiem dyplomacji”, baron przedstawia Toníka sułtanowi. Jednak brak znajomości protokołu dyplomatycznego Toníka i jego zakochanie w księżniczce Biance, damie  więzionej przez sułtana, prowadzi do serii romantycznych i fantazyjnych przygód, które przekształcają współczesnego naukowca w kosmos w bohatera rywalizującego z baronem.

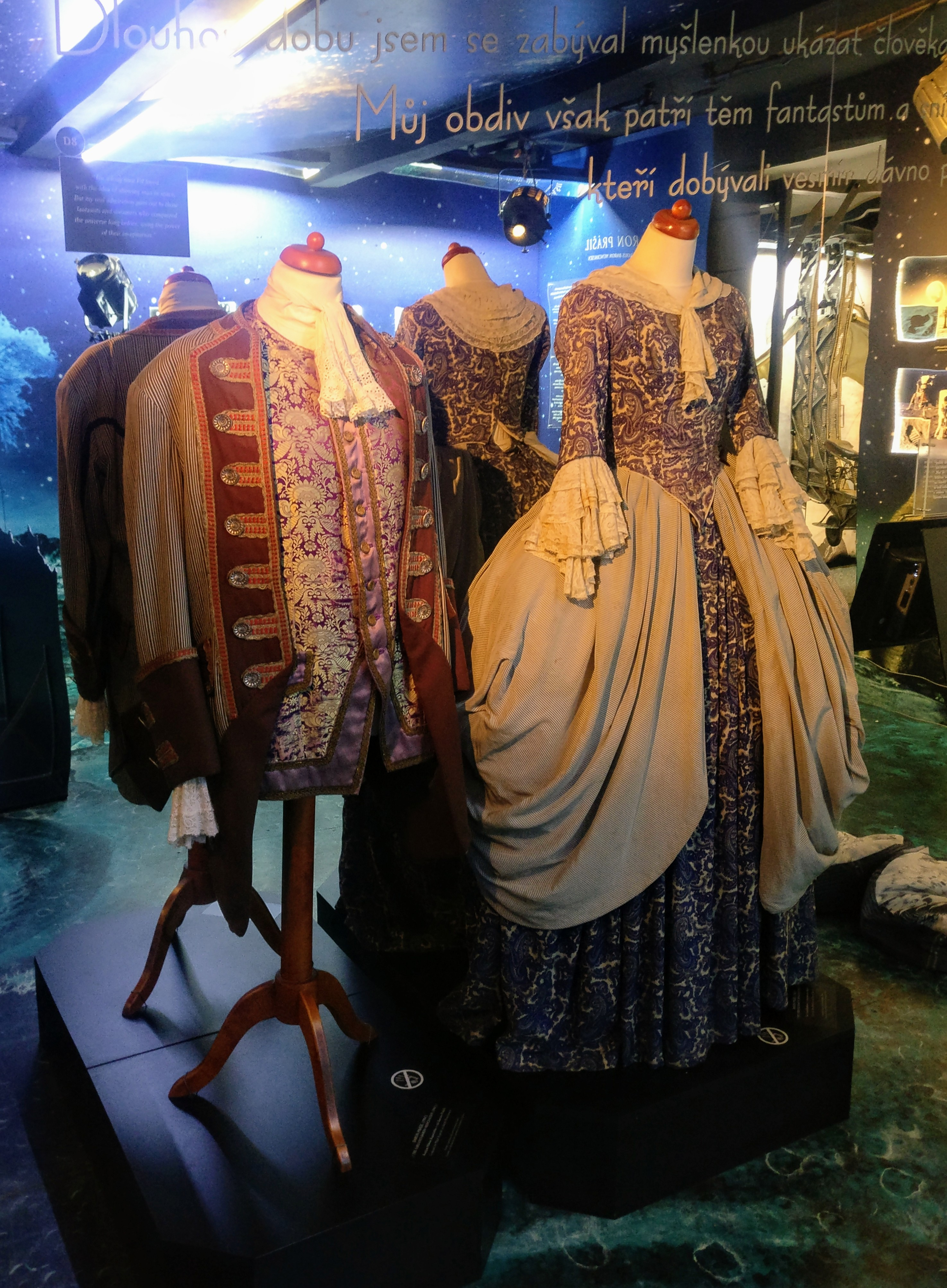
Kostiumy Miloša Kopeckýego i Jany Brejchovej

## Obsada
- Miloš Kopecký – baron Münchhausen
- Jana Brejchová – księżniczka Bianka
- Rudolf Jelínek – Toník
- Rudolf Hrušínský – sułtan
- Karel Höger – Cyrano de Bergerac
- Eduard Kohout – generał Ellemerle
- Jan Werich – kapitan statku
- František Šlégr – kapitan piratów
- Otto Šimánek – Michel Ardan
- Richard Záhorský – Barbicane
- Zdeněk Hodr – kapitan Nicholl
- Naděžda Blažíčková – tancerka z haremu
- Karel Effa – adjutant
- Josef Hlinomaz – hiszpański generał
- Miloslav Holub – wrogi generał
- Miroslav Homola – szachista
- Václav Trégl – marynarz
- Bohuš Záhorský – admirał

## Wersja polska
Opracowanie i udźwiękowienie wersji polskiej: Studio Opracowań Filmów w Warszawie

Reżyseria: Henryka Biedrzycka

Teksty polskie: Elżbieta Łopatniukowa, Krystyna Uniechowska

Operator dźwięku: Zdzisław Siwecki

Montaż: Wanda Jarkowska

Kierownictwo produkcji: Jerzy Kulawczyk

Wystąpili:
- Kazimierz Rudzki – baron Münchhausen
- Teresa Olenderczyk – księżniczka Bianka
- Józef Łotysz – Toník
- Michał Pluciński – Cyrano de Bergerac
- Janusz Ziejewski – kapitan statku
- Leon Pietraszkiewicz – admirał

## Odbiór
Howard Thompson z The New York Times opisał to jako „rozkoszną osobliwość z dziarską, intrygującą ścieżką muzyczną” a pisarz Harlan Ellison nazwał ją „uroczą i sympatyczną czeską fantazją z 1961 roku wypełnioną efektami”.
César Santos Fontenla z Triunfo nazwał film „arcydziełem” i dodał: „film jest niewątpliwie najbardziej ekscytującym jak dotąd eksperymentem w dziedzinie animacji i łączenia różnych technik... Wpływ Mélièsa jest obecny w całym filmie, który osiąga ten sam poziom poezji, co dzieła tego starego mistrza”. Gazeta Le Monde określiła „technikę Zemana za «idealnie dopasowaną» do opowieści o baronie Münchhausenie, a końcowy efekt jako «obdarzony wspaniałym poczuciem humoru i bardzo pomysłowe»”. Historyk filmowy Peter Hames opisał Przygody Münchhausena jako „prawdopodobnie najlepszy film Zemana”.
Kiedy film był pokazywany w British Film Institute w 1980 roku i wywarł on wpływ na Terry'ego Gilliama, który następnie tworzył własną wersję opowiadań o Münchhausenie: Przygody barona Munchausena:

Pamiętam gdy kręciłem Przygody barona Munchausena ujrzałem tam [British Film Institute] katalog z Przygód Münchhausena Karela Zemana i powiedziałem, „Łał, co to takiego?”. W końcu obejrzałem ten film i powiedziałem, „łał, to wspaniałe”, gdyż zrobił coś, co ja wciąż próbuję, i połączył żywą akcję z animacją. Jego doré’owe tła były cudowne. Film uchwycił prawdziwego duch postaci.

Brytyjski magazyn Home Cinema Choice uznał Przygody Münchhausena za najlepiej odrestaurowany cyfrowo film z 2017 roku, pokonując takie filmy jak Coś, Cena strachu i Mulholland Drive.
Joanna Guze na łamach „Filmu” zachwalała wyczucie stylu Gustave’a Doré’a przez Zemana, tak podważała sens zestawiania XVIII-wiecznego barona ze współczesnym kosmonautą i uważała, że poprzedni film Zemana Diabelski wynalazek wypadł pod względem fabularnym znacznie lepiej. Krytykowała także zakaz wstępu polskim widzom poniżej szesnastu lat, argumentując że powinien być przeznaczony dla młodzieży i „nie zgorszy nieletnich, którzy, nawiasem mówiąc, nie takie już rzeczy oglądali na dozwolonych, nawet zalecanych im filmach”.